# Croniades
Croniades är ett släkte av fjärilar. Croniades ingår i familjen tjockhuvuden.
Kladogram enligt Catalogue of Life:
| Croniades | \| \| Croniades auraria \| \| \| \| \| \| Croniades machaon \| \| \| \| \| \| Croniades pieria \| \| \| \| |
|           | \| \| Croniades auraria \| \| \| \| \| \| Croniades machaon \| \| \| \| \| \| Croniades pieria \| \| \| \| |
|           | Croniades auraria                                                                                          |
|           | |
|           | Croniades machaon                                                                                          |
|           | |
|           | Croniades pieria                                                                                           |
|           | |

## Bildgalleri

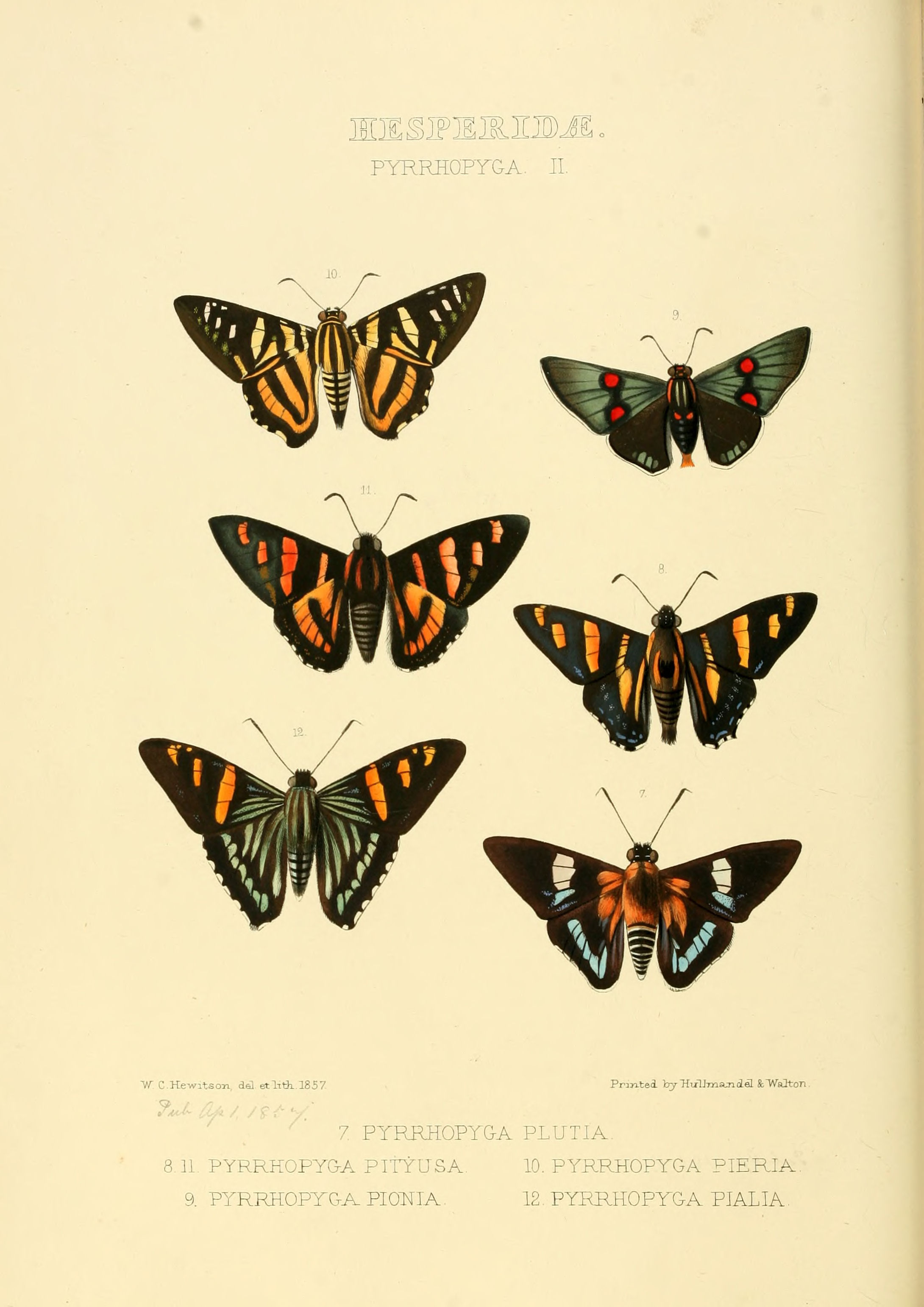
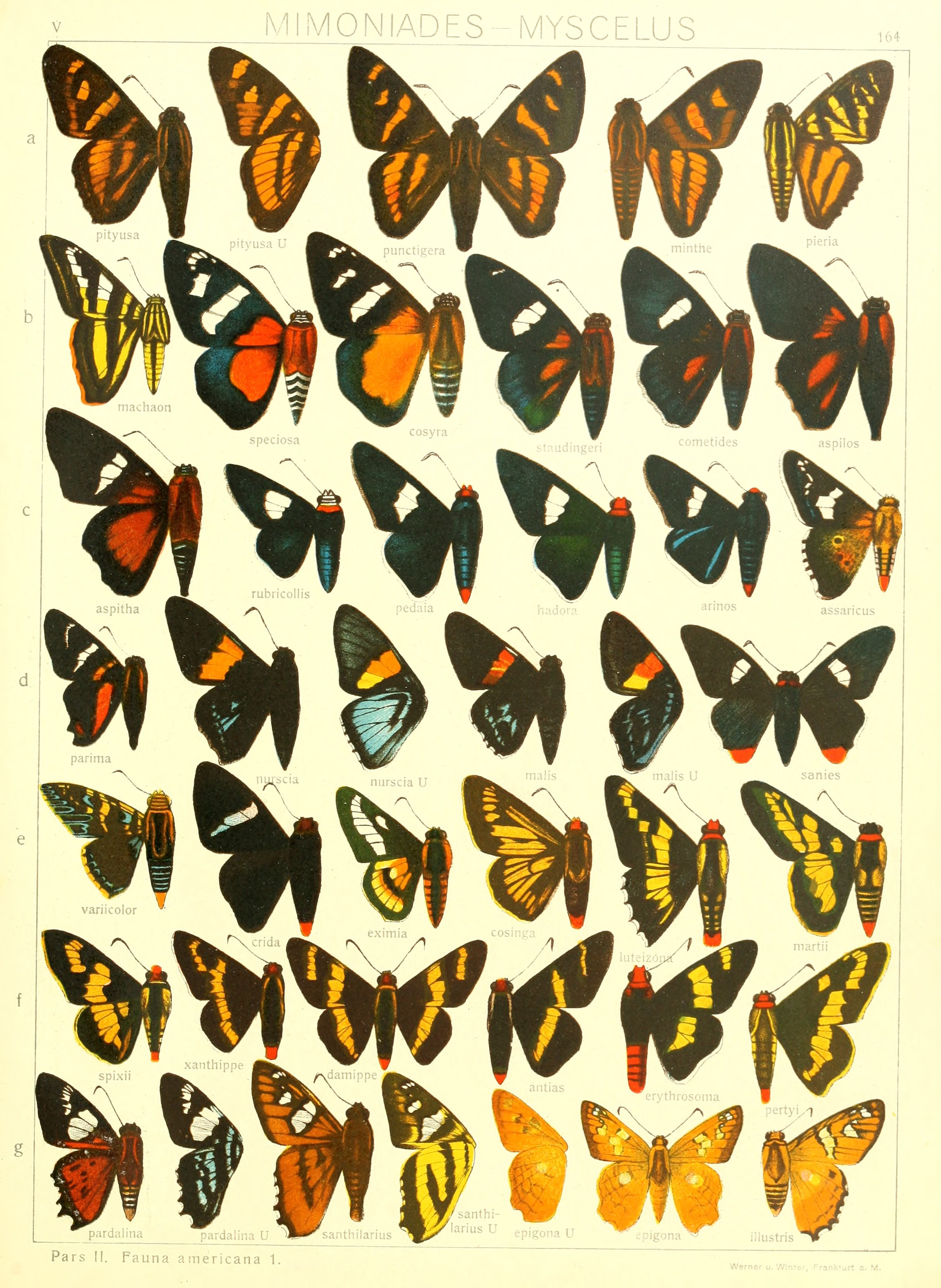